# Raytheon
Raytheon Company fue una gran corporación industrial y uno de los contratistas de defensa militares más grandes de los Estados Unidos. Creada en 1922, la compañía adoptó su nombre en 1959. Años antes de su desaparición tenía alrededor de 75.000 empleados en el mundo y ganancias anuales aproximadas de 25 mil millones de dólares. Más del 90% de las ganancias de Raytheon provenían de contratos de defensa, en el 2007 fue el quinto contratista de defensa del mundo y el cuarto más grande en los Estados Unidos por ganancias. Raytheon era el mayor productor de misiles guiados del mundo.
La sede principal de Raytheon se trasladó de Lexington, Massachusetts a Waltham, Massachusetts el 27 de octubre de 2003. La compañía se ubicó en Cambridge, Massachusetts desde 1922 a 1928; Newton, Massachusetts desde 1928 a 1941, Waltham desde 1941 a 1961, Lexington desde 1961 a 2003 y de nuevo a Waltham desde 2003 hasta su fin. La empresa pasó a formar parte de Raytheon Technologies en abril de 2020, tras culminar un proceso de fusión entre Raytheon y la división aeroespacial de United Technologies.

## Historia

### Primeros años
En 1922, dos excompañeros de cuarto estudiantes de ingeniería, Laurence K. Marshall y Vannevar Bush, junto con el científico Charles G. Smith, fundaron la American Appliance Company en Cambridge, Massaschusetts. Se enfocaron originalmente en nuevas tecnologías de refrigeración, pronto cambiaron a la electrónica. El primer producto de la compañía fue un rectificador de gas helio, que estaba basado en las investigaciones de Charles Smith de la estrella Zeta Puppis. El tubo de electrones fue bautizado con el nombre de Raytheon (Luz de los dioses).
En 1925 la compañía cambió su nombre a Raytheon Manufacturing Company y comenzó a vender su rectificador bajo la marca Raytheon, con gran éxito comercial. En 1928 Raytheon se fusionó con Q.R.S. Company, una compañía Estadounidense fabricante de tubos de electrón e interruptores, conservando su nombre anterior. En 1933 se diversificó adquiriendo Acme-Delta Company, una productora de transformadores, fuentes de alimentación y auto partes. Para la década de 1930 ya se había convertido en uno de los fabricantes más grandes del mundo de tubos de vacío.

### Durante la Segunda Guerra Mundial
A comienzos de la Segunda Guerra Mundial, físicos en Reino Unido inventaron el magnetrón, un tubo de electrón especializado en generar microondas que incrementaba notablemente la capacidad de los radares para detectar aviones enemigos. Las compañías estadounidenses fueron llamadas a perfeccionarlo por el Gobierno de los Estados Unidos y producirlo en masa para sistemas de radares en tierra, aerotransportados y marítimos, y, con la ayuda del Laboratorio de Radiación, del Instituto de Tecnología de Massachusetts, Raytheon recibió un contrato para construir los dispositivos. A pocos meses de ser adjudicado el contrato, Raytheon ya había comenzado la producción en masa del magnetrón para su uso en sistemas de radar. Al final de la guerra en 1945 la compañía fue responsable de cerca del 80% de los magnetrones fabricados. Durante la guerra Raytheon también fue pionera en la producción de sistemas de radar para barcos, principalmente para la detección de submarinos.
La investigación de Raytheon con el magnetrón reveló el potencial de las microondas para cocinar la comida. En 1945 el inventor de Raytheon Percy Spencer, inventó el horno de microondas al descubrir que podía calentar rápidamente la comida. En 1947 la compañía presentó el horno de microondas Radarange para uso comercial.

### Después de la Segunda Guerra Mundial
En 1945 la compañía expandió sus capacidades electrónicas a través de adquisiciones que incluyeron la Submarine Signal Company (Fundada en 1901), un fabricante líder de equipos de seguridad marítimos. Con sus capacidades ampliadas, Raytheon desarrollo el primer sistema de guía para un misil que podía interceptar un blanco volador. En 1948 Raytheon comenzó a fabricar misiles guiados. En 1950 su misil Lark se convirtió en el primer misil tierra/aire en derribar un avión en pleno vuelo. Raytheon luego recibió contratos militares para desarrollar el misil aire-aire Sparrow y tierra-aire Hawk, alentado por la guerra de Corea. En las décadas siguientes continuó como el mayor productor de misiles, entre ellos el misil antimisil Patriot y el misil aire-aire Phoenix. En 1959 Raytheon adquirió la compañía de artículos electrónicos marítimos Apelco Applied Electronics, que incrementó significativamente su fuerza en navegación comercial marítima y equipos de radio, así como suministradores de productos japoneses más baratos como radios de bandas para clima marítimo. En el mismo año, cambió su nombre a Raytheon Company.
Durante los años de posguerra, Raytheon además fabricó transmisores de radio y televisión y equipos relacionados para el mercado comercial en los Estados Unidos e incursionó en el negocio de las publicaciones educativas con la adquisición de D.C. Heath. 
En 1961 la compañía de electrónica Británica A.C. Cossor se fusionó con Raytheon, vendida por Philips. El nombre de la nueva compañía fue Raytheon Cossor. Cossor aun continúa siendo parte del Grupo Raytheon.
En 1965 adquirió Amana Refrigeration, Inc. empresa constructora de refrigeradores y aires acondicionados. Usando la marca Amana y sus canales de distribución, Raytheon comenzó la venta del primer horno de microondas en 1967 y se convirtió en el fabricante dominante en el negocio de los hornos de microondas.

### Los 80
En 1980, Raytheon adquirió Beech Aircraft Corporation, un fabricante líder de la aviación general fundado en 1932 por Walter H. Beech. En 1993 la compañía expandió sus actividades aeronáuticas agregando la línea Hawker de jets de negocios adquiriendo Corporate Jets Inc. En el primer cuarto de 2007 Raytheon vendió sus operaciones aeronáuticas.

### Los 90
En 1991, durante la Guerra del Golfo, el misil Patriot de Raytheon recibió gran exposición, resultando en un aumento sustancial en ventas para la compañía fuera de los Estados Unidos. En un esfuerzo para establecer un liderazgo en el negocio de la defensa electrónica, Raytheon compró en rápida sucesión la empresa basada en Dallas E-Systems (1995), la división de defensa electrónica y modificación de aeronaves de Chrysler Corporation (1996) y la unidad de defensa de Texas Instruments, Defense Systems & Electronics Group (1997). También en 1997 Raytheon adquirió la división aeroespacial y de defensa de Hughes Aircraft Company a Hughes Electronics Corporation, una subsidiaria de General Motors, que incluía numerosas líneas de productos previamente compradas por Hughes Electronics, incluyendo la división de misiles de General Dynamics, la división de defensa de Delco Electronics (Delco Systems Operations) y Magnavox Electronics Systems.

## Estructura de la compañía

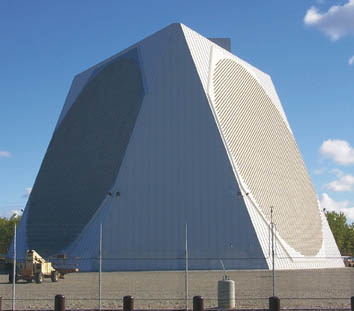
Un PAVE PAWS Sistema de Radar de Alerta Temprana construido por Raytheon, basado en Clear AFS, Alaska

### Divisiones
Raytheon está compuesta de seis grandes divisiones de negocios:
- Sistemas Integrados de Defensa, basado en Tewksbury, Massachusetts.
- Sistemas de Inteligencia e Información, basado en Garland, Texas.
- Sistemas de Misiles, basado en Tucson, Arizona.
- Sistemas Centrales de Red, basado en McKinney, Texas.
- Compañía de Servicios Técnicos de Raytheon, basado en Reston, Virginia.
- Sistemas Espaciales y Aerotransportados, basado en El Segundo, California. 
Los negocios de Raytheon están apoyados por múltiples operadores internacionales incluyendo: Raytheon Australia, Raytheon Canadá Limited, operaciones en Japón, Raytheon Microelectronics en España, Raytheon Systems Limited en el Reino Unido y ThalesRaytheonSystems en Francia.

### Áreas Estratégicas de Negocios

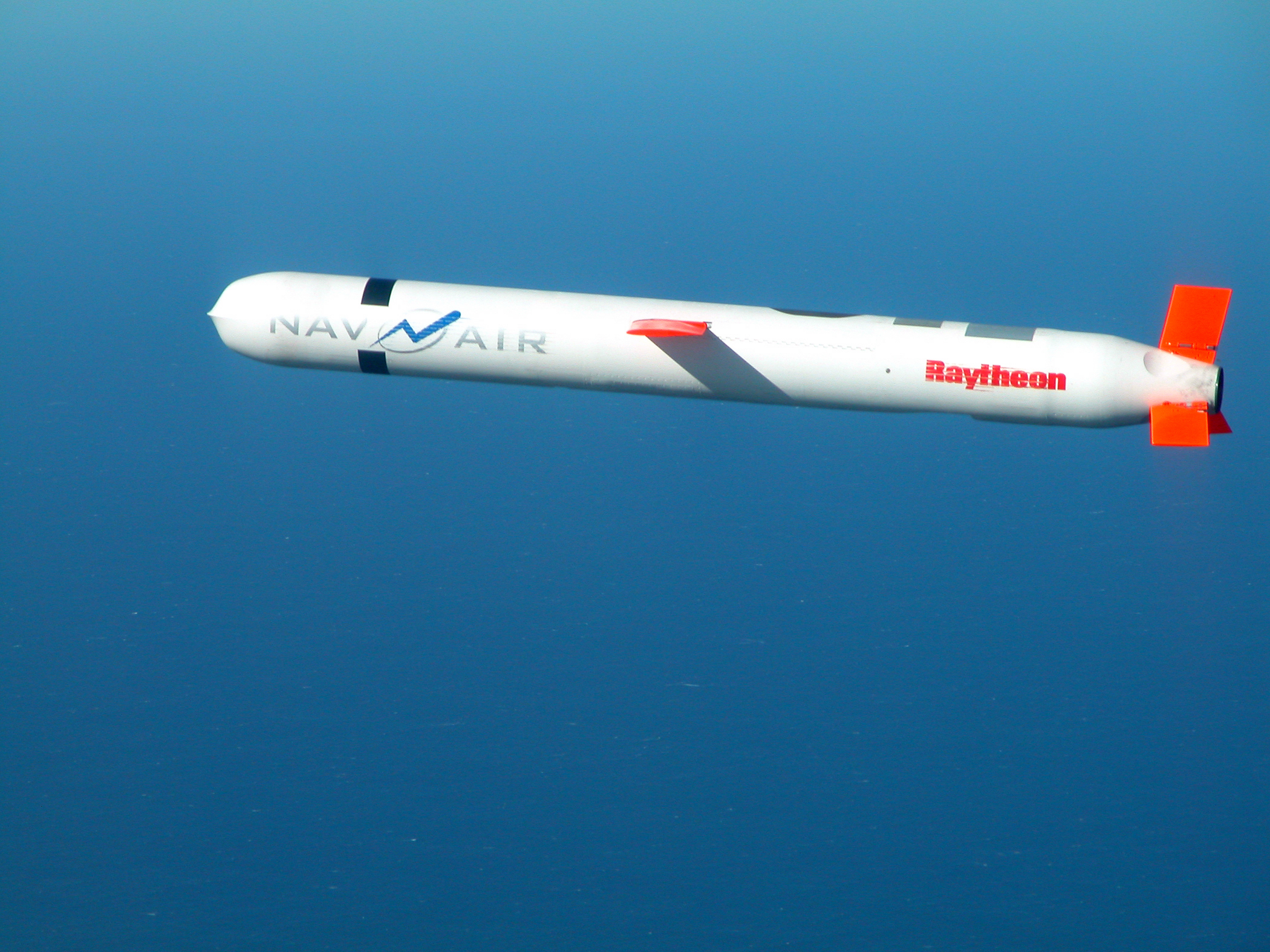
Misil Tomahawk fabricado por Raytheon.

En años recientes, Raytheon se ha expandido en otros campos mientras redefinía algunos otros núcleos de negocios. Raytheon ha identificado cuatro 'Áreas Estratégicas de Negocios' en las cuales ha enfocado su experiencia y recursos:
- Seguridad Interna
- Misiles de Defensa
- Blancos de Precisión
- Mejoramiento de Procesos

### Presencia Internacional
Adicionalmente a sus instalaciones en Estados Unidos, Raytheon tiene oficinas alrededor del mundo, incluyendo Australia, Bélgica, Brasil, Canadá, Chile, China, República Checa, Egipto, Francia, Grecia, India, Italia, Japón, Kuwait, Malasia, Islas Marshall, Nueva Zelanda, Noruega, República de Corea, Singapur, Arabia Saudita, España, Suecia, Taiwán, Tailandia, Turquía, Emiratos Árabes Unidos y el Reino Unido.

## Productos y Servicios
Las unidades de Electrónica y Sistemas de Defensa de Raytheon producen plataformas de misiles aéreos, marinos y terrestres, sistemas de radares de aeronaves, sistemas de miras y blancos, sistemas de comunicación y manejo de batallas y componentes de satélites.

### Sistemas de Control de Tráfico Aéreo
- Simulador de Control de Tráfico Aéreo FIRSTplus
- Sistema AutoTrac III ATM

### Radares y Sensores
Raytheon desarrolla y manufactura radares, sensores electro-ópticos y otros sistemas electrónicos avanzados para aplicaciones militares aeronáuticas, navales y de tierra.
- Radares APG-63/APG-70 para el F-15 Eagle.
- Radares APG-65/APG-73/APG-79 para el F/A-18 Hornet.
- Radares APG-77 para el F-22 Raptor (Desarrollo conjunto con Northrop Grumman).
- Sistema de Señuelo ALE-50.
- AN/APQ-181 para el bombardero B-2 Spirit.
- Grandes sistemas de radar fijos como el PAVE PAWS y BMEWS.

### Sensores de Satélites
Regularmente Raytheon en conjunto con Boeing, Lockheed Martin o Northrop Grumman, se involucra en el negocio de sensores para satélites. Mucho de su división de Sistemas Aeronáuticos y Espaciales en El Segundo, California está dedicada a esto, un negocio heredado de Hughes.

### Comunicaciones
- El Sistema de Control Universal (UCS por sus siglas en inglés) es un sistema para vehículos aéreos no tripulados que mejora la eficiencia del operador, proveyendo la habilidad de múltiples aeronaves y reducir accidentes potenciales.
- La compañía también fabrica muchos sistemas de comunicación de radio y digital para aplicaciones militares.